# Univerzita Paříž XI
Univerzita Paříž XI, francouzsky plným názvem Université Paris-Sud 11 (Paříž Jih) byla francouzská vysoká škola a jedna z univerzit, které vznikly rozdělením starobylé Pařížské univerzity v roce 1971. V roce 2020 se její nástupkyní stala Univerzita Paris-Saclay, do které byly sloučeny i další přidružené instituce.
Škola leží na předměstí Paříže, hlavní sídlo má ve městě Orsay, ale její další objekty jsou rozmístěny v obcích Antony, Bures-sur-Yvette, Cachan, Châtenay-Malabry, Clamart, Gentilly, Gif-sur-Yvette, Le Kremlin-Bicêtre, Le Plessis-Robinson, Sceaux, Les Ulis a Villejuif. Škola se specializuje na fyziku, především fyziku částic, jadernou fyziku, astrofyziku, atomovou fyziku, molekulovou fyziku, fyziku kondenzovaného stavu, teoretickou fyziku a elektroniku, ale nabízí též výuku chemie, matematiky a informatiky, biologie a lékařství. Na škole studovalo v roce 2009 celkem 27 470 studentů. Škola se skládá z pěti fakult, tří technologických a jednoho inženýrského institutu.

## Historie
Město Orsay má dlouhou tradici ve vědeckém výzkumu díky fyzikům Frédéric a Irène Joliot-Curie. Od 40. let oba vědci navrhovali rozšíření Pařížské univerzity na jižní předměstí. Rozhodujícím impulsem bylo v roce 1954 připojení Francie na účasti v CERN a vlastní výzkum v oblasti jaderné fyziky.
Irène Joliot-Curie navrhla vytvořit Institut de physique nucléaire d'Orsay (Ústav jaderné fyziky v Orsay) a v roce 1955 byly zahájeny práce. Jelikož zemřela v roce 1956, prvním ředitelem ústavu se stal její manžel Frédéric Joliot-Curie. Mezitím se situace na Sorbonně stala neúnosnou ohledně kritického nedostatku místa. Proto bylo roce 1958 rozhodnuto o přeložení části vědecké fakulty do Orsay.
V roce 1965 byla uznána nezávislost zdejší vědecké fakulty a v roce 1970 se stala základem nově vzniklé Univerzity Paříž XI. Kromě ní se součástí univerzity stala i lékařská fakulta v Le Kremlin-Bicêtre, farmaceutická fakulta v Chatenay-Malabry, fakulta práva a ekonomie ve Sceaux, Ústav elektrotechniky a strojírenství v Cachanu a další vědecké ústavy.

## Ocenění vědci
Na univerzitě působili či působí dva nositelé Nobelovy ceny za fyziku: Albert Fert (2007), Pierre-Gilles de Gennes (1991), nositel Nobelovy ceny za chemii Henri Kagan (2001) a tři nositelé Fieldsovy medaile – Wendelin Werner (2006), Jean-Christophe Yoccoz (1994) a Ngô Bảo Châu (2010).